# Hadrijan VI.
Hadrijan VI., rođen kao Adriaan Florisz Boeyens, papa od 9. siječnja 1522. do 14. rujna 1523. godine. Jedini je dosad izabrani papa Nizozemac. Ujedno je i posljednji papa ne-Talijan prije Ivana Pavla II.

## Životopis
Rodio se je 1495. godine. Bio je odgojitelj cara Karla V. i učitelj Erazma Roterdamskog. 
Nemali je broj proznih poslanica, pisanih na latinskom i talijanskom jeziku, koje je hrvatski pjesnik Marko Marulić namijenio svjetovnim i crkvenim velikodostojnicima, u kojima je nedvosmisleno upozoravao na velike turske osvajačke pohode, na glad, siromaštvo i smrt koju su ratovi ostavljali. Tako se 19. srpnja 1501. obraća Jeronimu Ćipiku u Veneciji, 3. travnja 1522. piše dominikancu i teološkom piscu, Kotoraninu Dominiku Bući, »pobudnicu za općekršćansko ujedinjenje i mir«. Na nagovor glasovitoga propovjednika piše apel novoizabranom papi, kojemu posvećuje poslanicu datiranu 30. travnja 1522., a naslovljenu papi Hadrijanu VI. »ponizno i s molbom«. Epistola ad Hadrianum VI. Pont. Max. bila je tiskana za Marulićeva života. U toj proznoj poslanici (epistola eloquentissima, kako stoji u kolofonu) pisac nastupa iz pozicije svoje malenkosti, svjestan svojega položaja naspram velikom dostojanstveniku i poglavaru Crkve, »da sam veoma neznatna ili uopće nikakva ugleda«.